# 出世景清

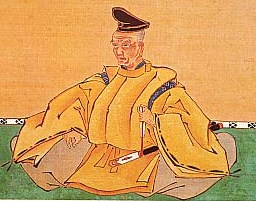
近松門左衛門（自画像）

『出世景清』（しゅっせ かげきよ）は、近松門左衛門作の人形浄瑠璃の演目。貞享2年 (1685) 大坂竹本座初演。全五段、時代物。のちに歌舞伎化された。

## 概要
幸若舞の『景清』を下敷きとし、平家滅亡後も生き延びて源頼朝を討ち滅ぼそうとする悪七兵衛景清の苦悩を描く。それまでは宇治加賀掾に作品を提供していた近松が初めて竹本義太夫のために書いた作品である。
貞享2年（1685年）、大坂の竹本義太夫と京の加賀掾が大坂道頓堀で競演したが、井原西鶴が加賀掾のために『暦』『凱陣八嶋』の2作品を書いたのに対し、義太夫は『賢女の手習幷新暦』と近松の新作『出世景清』で対抗した。
景清は『平家物語』や能楽、幸若舞でも取り上げられた題材であったが、近松はそこから悲劇的な葛藤をとりだして、人間性豊かなドラマに仕立てたと評価される。
本作は義太夫節の創始と位置づけられる画期的なもので、それまでの浄瑠璃を「古浄瑠璃」、以後を「当流浄瑠璃」とよぶ。